# أندريه سوزا (لاعب كرة قدم برتغالي)
أندريه سوزا هو لاعب كرة الصالات ‏ ولاعب كرة قدم برتغالي، ولد في 25 فبراير 1986 في قلمرية في البرتغال. شارك مع منتخب البرتغال الوطني لكرة قدم الصالات. أما مع النوادي، فقد لعب مع AD Fundão ‏.

## وصلات خارجية
- أندريه سوزا على موقع الاتحاد الأوربي (الإنجليزية)